# إغناطيوس كوبر غراب
إغناطيوس كوبر غراب (بالإنجليزية: Ignatius Cooper Grubb)‏ هو محامي أمريكي، ولد في 12 أبريل 1841 في Brandywine Hundred ‏ في الولايات المتحدة، وتوفي في 20 يونيو 1927 في ويلمنغتون في الولايات المتحدة.